# Sedum clavatum
Sedum clavatum är en fetbladsväxtart som beskrevs av Robert Theodore Clausen. Sedum clavatum ingår i Fetknoppssläktet som ingår i familjen fetbladsväxter. Inga underarter finns listade i Catalogue of Life.